# Karl Neuenhofer
Karl Neuenhofer (* 21. Juni 1883 in Mönchengladbach; † 7. Mai 1963 ebenda) war ein deutscher Ingenieur und Manager.

## Werdegang
Nach Promotion war Neuenhofer Direktor und Vorstandsmitglied des Elektrotechnikunternehmens Brown, Boveri & Cie. in Mannheim. Daneben war er Vorsitzender des Zentralverbands der Elektrotechnischen Industrie sowie Präsidialmitglied des Bundesverbandes der Deutschen Industrie. Er war auch Verwaltungsratsmitglied des Stifterverbands für die Deutsche Wissenschaft. Ebenso war er Mitglied des Vereins Deutscher Ingenieure (VDI) und des Mannheimer Bezirksvereins des VDI.

## Ehrungen
- 1952: Ehrensenator der TH Karlsruhe
- 1953: Großes Verdienstkreuz der Bundesrepublik Deutschland